# Seilspringen. La Granja
Seilspringen. La Granja (spanisch: Saltando a la comba, La Granja) ist der Titel eines Gemäldes des spanischen Malers Joaquín Sorolla. Das in Öl auf Leinwand gemalte Bild hat eine Höhe von 105 cm und eine Breite von 166 cm. Zu sehen ist Sorollas Tochter Elena beim Seilspringen mit anderen Kindern in den Parkanlagen der königlichen Residenz La Granja de San Ildefonso. Der Maler schuf das Bild im Sommer 1907 im Stil des spanischen Impressionismus. Es gehört zur Sammlung des Museo Sorolla in Madrid.

## Bildbeschreibung
Sorolla zeigt im Gemälde eine sommerliche Szene in den Parkanlagen der königlichen Residenz von La Granja. Um einen runden Brunnen hat er gleichmäßig vier Kinder angeordnet, die beim Seilspringen zu sehen sind. Der Brunnen nimmt große Teile der oberen Bildhälfte ein und reicht vom linken Bildrand bis weit zur rechten Seite. Vor dem Brunnen ist rechts von der Bildmitte die 12-jährige Elena Sorolla, die jüngste Tochter des Malers, in Szene gesetzt. Das Gesicht erscheint schemenhaft mit einem hellen Lichtpunkt und nur die Silhouette lässt die Dargestellte erkennen. Ihr braunes Haar ist zu einem Zopf nach hinten gebunden und mit roten Schleifen geschmückt. Sie trägt ein knielanges Kleid mit langen Ärmeln im blau-weißen Muster und mit weißem Kragen. Dazu hat sie lange dunkle Strümpfe angezogen. Sorolla porträtierte seine Tochter während eines Sprunges von der Seite, in einem Moment, in dem beide Füße die Erde nicht berühren und Elena scheinbar schwerelos über dem Boden schwebt. Das mit beiden Händen gehaltene Springseil fällt hierbei bogenförmig hinter ihren Rücken. Auf dem Boden vor ihr zeichnet sich mit deutlich sichtbaren Gliedmaßen der kurze Schatten ihres Körpers ab. Die anderen drei Kinder sind kleiner und sicher auch jünger als Sorollas Tochter. Die Identität dieser Kinder – es sind vermutlich ebenfalls Mädchen – ist nicht bekannt. Alle drei tragen weiße Kleider, ihre Aufmachung unterscheidet sich jedoch durch kleine Details. Das Kind vor dem Brunnen auf der linken Seite hat eine blaue Schleife im Haar und in gleicher Farbe schmückt eine breite Schleife die Bauchpartie ihres Kleides. Sie hat als einziges Kind ein Kleid mit kurzen Ärmeln an. Ebenfalls am linken Rand ist hinter dem Brunnen ein Kind mit dunklen Strümpfen zu erkennen, während in der Mitte hinter dem Brunnen ein weiteres Kind mit einem Strohhut erscheint. Während beim Kind vorn links ein in die Höhe geschwungenes Springseil zu erkennen ist, können solche Seile bei den Kindern hinter dem Brunnen nur erahnt werden. Allen Kindern gemeinsam ist die Bewegung im kindlichen Spiel. Sorolla hat ihre Bewegungen im Bild wie eine fotografische Momentaufnahme festgehalten.
Dem Treiben der spielenden Kindern stehen im Bild als ruhige Komponenten der Brunnen und die Vegetation des Parks gegenüber. In der Mitte des Brunnens – es handelt sich möglicherweise um einen der beiden Fuentes de las Caracolas unweit des Palastes – befindet sich eine kleine Figur, aus der ein wenig Wasser empor steigt. Auf der Wasseroberfläche mit ihren in konzentrischen Kreisen verlaufenden leichten Wellen spiegelt sich die Umgebung wider. Vor dem Brunnen ragt ein Baumstamm aus der Erde hervor und reicht bis zum oberen Bildrand, ohne dass etwas von seiner Baumkrone sichtbar wird. Ebenso verhält es sich mit einer Reihe von Baumstämmen im Hintergrund. Bei keinem dieser Bäume erscheinen Äste oder Blätter im Bild, sondern nur der untere Teil der Bäume ist zu sehen. Hinter einer Hecke können in der Ferne hingegen rotblühende Blumen und barocke Gartenvasen ausgemacht werden. Durch den Blickwinkel nach unten und in die Ferne erscheint der Bildausschnitt wie eine schiefe Ebene. Hierbei bleibt eine klare Abgrenzung zwischen Vorder- und Hintergrund undeutlich, da die agierenden Figuren weite Teile des Bildes als Spielfläche nutzen. Große Bedeutung misst Sorolla der Lichtwirkung im Gemälde zu. Während kein Himmel zu sehen ist, fällt das Licht in weiten Teilen des Bildes durch die Blätter der Bäume auf die Szenerie. Auf den Parkwegen sind entsprechend große Schattenflächen vorhanden. Nur die springende Elena ist vor leuchtend hellem Boden hervorgehoben. Das Gemälde ist insgesamt im lockerer Pinselduktus ausgeführt, insbesondere vorn auf der linken Seite sind auffällige Pinselstriche sichtbar. In der Ecke unten links ist das Bild mit der Signatur „J. Sorolla B.“ versehen und der Jahreszahl „1907“ datiert.

## Sorolla in La Granja
Das Thema Seilspringen taucht in Sorollas Werk bereits vor seinem Aufenthalt in La Granja 1907 auf. So gibt es beispielsweise eine um 1896 entstandene Kohlezeichnung, die Kinder beim Seilspringen zeigt. Hierin wird jedoch ein längeres Seil von  einer Person in Schwingung versetzt, während eine andere Person zum Sprung ansetzt. 1903 entstand während eines Aufenthaltes in den Niederlanden die Ölskizze Seilspringen, bei der zwei Kinder in lokaltypischer Kleidung nebeneinander jeweils mit einem Seil springen. Diese beiden Werke sind keine vorbereitenden Arbeiten zu Seilspringen. La Granja von 1907, zeigen jedoch, dass Sorolla schon Jahre vorher Kinder beim Spiel beobachtet hatte und das Motiv für bildwürdig hielt.

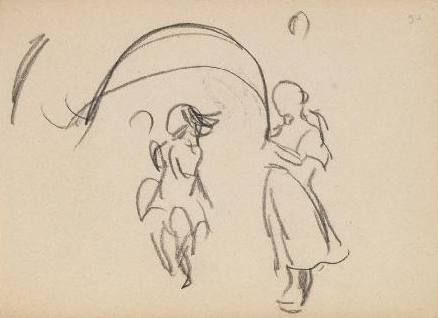
Joaquín Sorolla: Seilspringen (Kinderstudie), um 1896
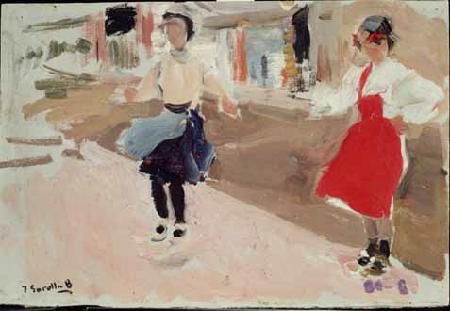
Joaquín Sorolla: Seilspringen, 1903

Sorolla hatte sich bei seinen Zeitgenossen vor allem als Porträtmaler einen Ruf erarbeitet. Hinzu kamen maritime Motive, die nahe seiner Heimatstadt Valencia entstanden. In den ersten Jahren des 20. Jahrhunderts begann er Gärten als Bildmotive zu malen. Diese nahmen in seinem späteren Schaffen eine größere Rolle ein und es entstanden farbenfrohen Ansichten der Gärten des Alcázar von Sevilla, der Alhambra in Granada und ab 1912 Ansichten seines eigenen Gartens vor dem Wohnhaus Sorollas in Madrid. Zu den frühen Bildern, in denen er die Porträtmalerei mit der Ansicht eines Gartens verband, gehört das 1906 entstandene Bildnis des Künstlerfreundes Raimundo de Madrazo, den er vor der Hintergrundkulisse eines Pariser Gartens zeigt. Auch der Besuch in La Granja 1907 ging auf einen Bildnisauftrag zurück. Sorolla hatte vom spanischen Hof den Auftrag erhalten, König Alfons XIII. und Königin Victoria Eugénie zu porträtieren. Von der Königin entstand vor Ort nur eine Ölskizze, da ihr als junger Mutter das Porträtsitzen schwer fiel. Der Maler konnte hingegen das lebensgroße Porträt König Alfons XIII. in Husarenuniform zur Vollendung ausführen. Das Gemälde entstand in den Gärten von La Granja direkt in der Natur unter freiem Himmel.
Es gab jedoch auch private Gründe für Sorollas Aufenthalt in La Granja. Seine ältere Tochter María musste sich von den Folgen einer Tuberkuloseerkrankung erholen und die Familie nutzte den Besuch für einen gemeinsamen Ferienaufenthalt. Die Familienangehörigen standen Sorolla in La Granja auch für verschiedene Porträts als Modell zur Verfügung. Hierzu gehören etwa das Gemälde der Ehefrau Clothilde in den Gärten von La Granja und das Porträt der Genesenden María in den Gärten von La Granja. In beiden Bildern ist im Hintergrund ebenfalls ein Brunnen in den Parkanlagen zu sehen, möglicherweise ist er identisch mit dem Brunnen des Gemäldes Seilspringen. La Granja mit der Tochter Elena Sorolla.

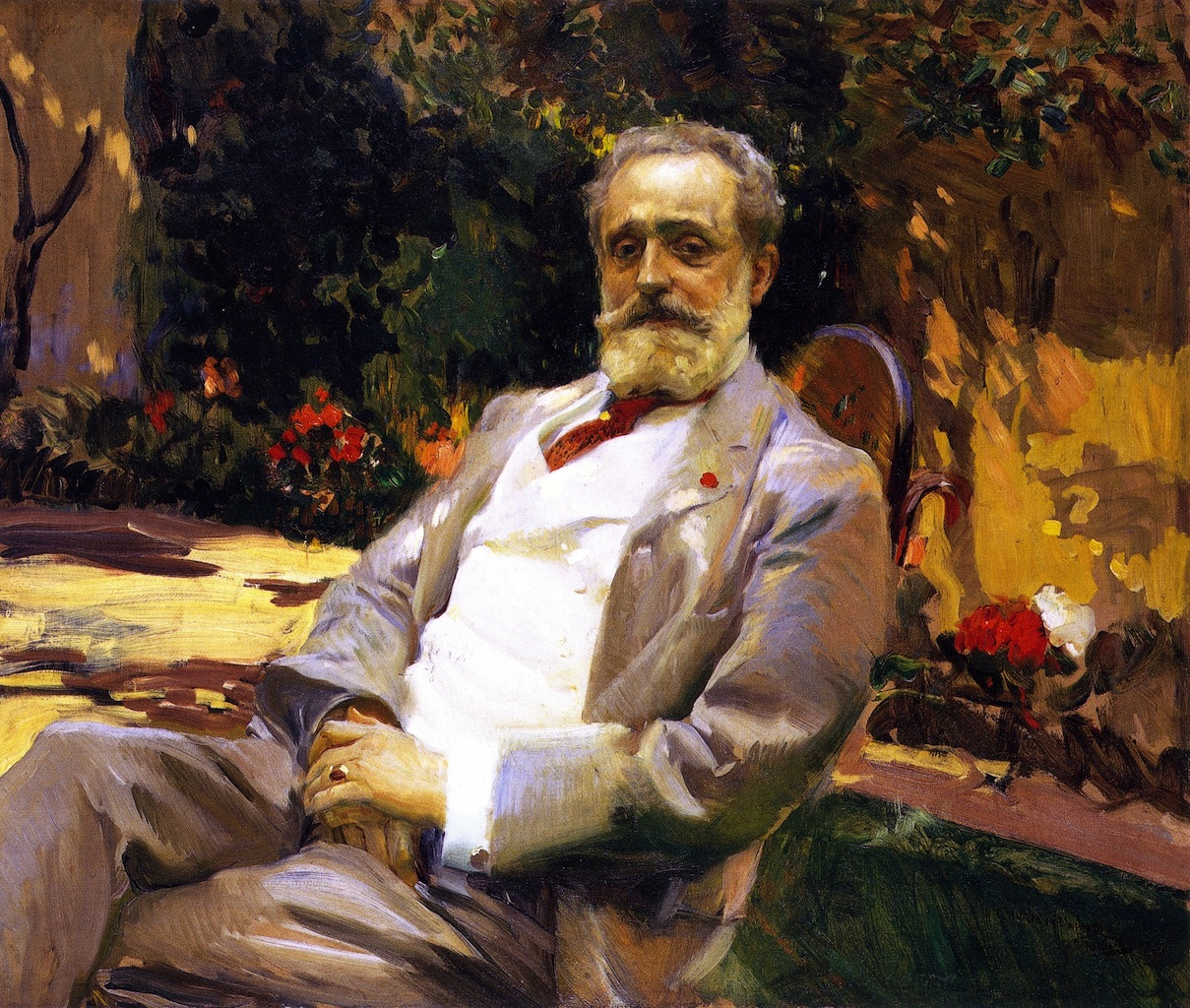
Joaquín Sorolla: Der Maler Raimondo de Madrazo., 1906
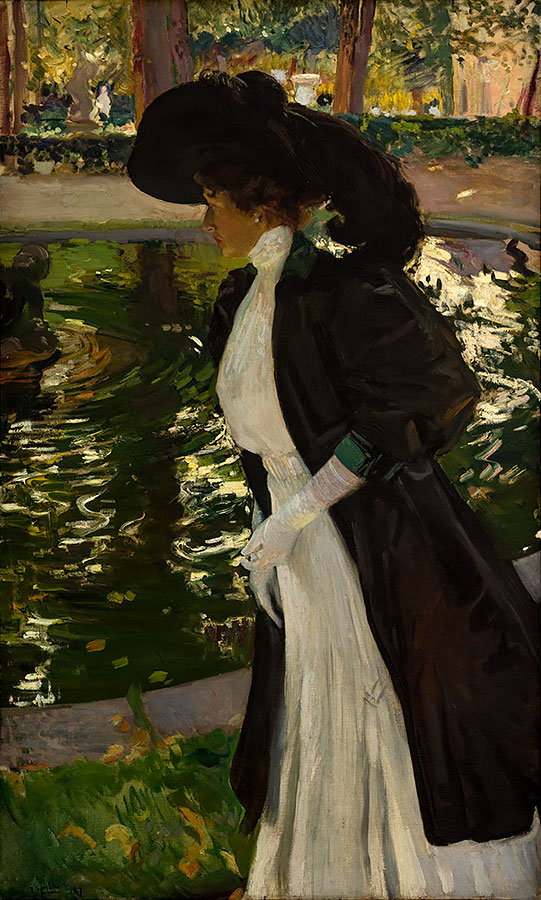
Joaquín Sorolla: Clothilde in den Gärten von La Granja., 1907
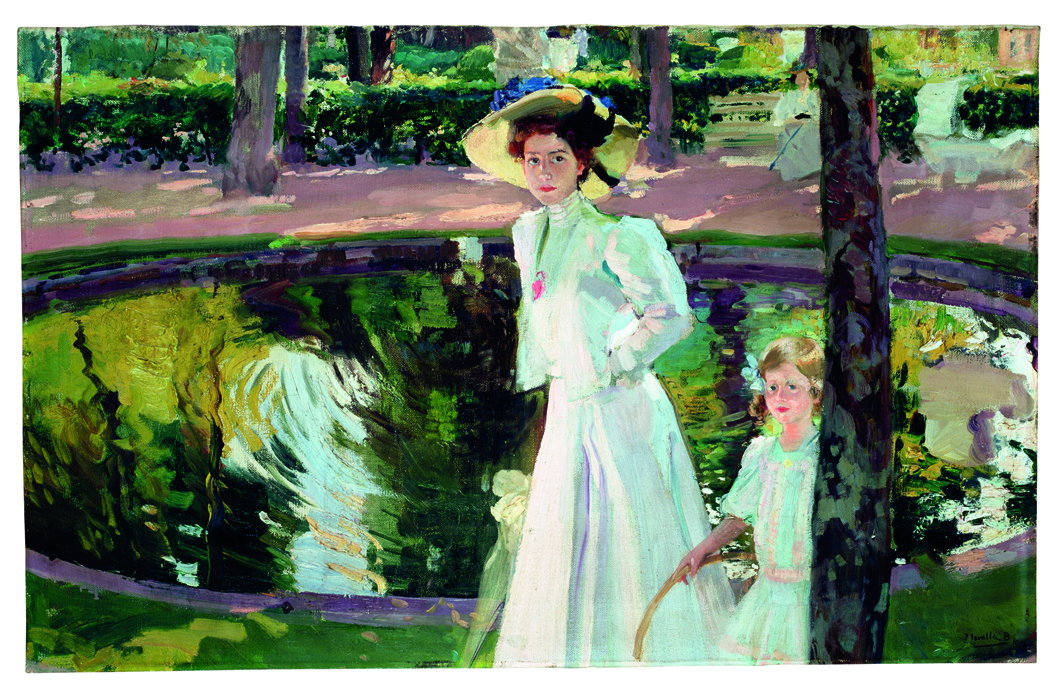
Joaquín Sorolla: María in den Gärten von La Granja., 1907

## Provenienz
Das Gemälde Seilspringen. La Granja war bis zu Sorollas Tod 1923 im Besitz des Malers. Seine Witwe Clotilde Garcia des Castillo verfügte 1925 per Testament, dass das Wohnhaus der Familie mit den darin enthaltenen Werken Sorollas als Stiftung an den spanischen Staat gehen sollte. Nach ihrem Tod 1929 wurde das Haus in das heutige Museo Sorolla umgewandelt, zu dessen Sammlung auch das Gemälde Seilspringen. La Granja gehört.